# Склянка (заимка)
Скля́нка — заимка в Боханском районе Иркутской области России. Входит в состав Каменского муниципального образования. 

## География
Находится в 5 км к востоку от центра сельского поселения, села Каменка, в 37 км к западу от районного центра, посёлка Бохан.

## Население
| 2002 | 2010 | 2011 | 2012 |
| ---- | ---- | ---- | ---- |
| 29   | ↘9   | →9   | →9   |

По данным Всероссийской переписи, в 2010 году на заимке проживало 9 человек (2 мужчины и 7 женщин).